# The Tonight Show
The Tonight Show é um late-night talk show americano transmitido do Rockefeller Center em New York City e exibido pela NBC desde 1954. É o talk show mais antigo em exibição, e o mais antigo programa de entretenimento exibido regularmente. É o terceiro programa mais antigo da grade da NBC, atrás apenas dos programas Today e Meet the Press.
Ao longo de mais de 60 anos, o The Tonight Show sofreu algumas pequenas mudanças em seu título. Ele entrou no ar com o título Tonight em seus anos iniciais, se estabelecendo em The Tonight Show após Johnny Carson assumir o comando da atração em 1962. Nas décadas seguintes, programadores da rede, anunciantes, e os locutores do programa preferem se referir ao nome do programa incluindo o nome do apresentador; por exemplo, ele é atualmente chamado como The Tonight Show Starring Jimmy Fallon. Em  1957, o programa tentou brevemente um formato mais ao estilo de notícias. Isso permaneceu de outra maneira no talk show ao longo da sua exibição.
O The Tonight Show começou a ser transmitido em 1954. Já teve seis apresentadores oficiais fixos, começando com Steve Allen (1954-57), seguido por Jack Paar (1957-62), Johnny Carson (1962-92), Jay Leno (1992-2009, 2010-14), Conan O'Brien (2009-10), e Jimmy Fallon (2014-presente).
Johnny Carson é o apresentador que ficou por maior tempo no programa até hoje. O  The Tonight Show Starring Johnny Carson foi ao ar por 30 temporadas entre outubro de 1962 e maio de 1992.  Leno, por sua vez, tem o recorde de ter apresentado o maior número de episódios exibidos no total. O recorde de Leno explica o fato de que, diferentemente de Carson (que só apresentou novos episódios durante três dias por semana), Leno nunca usou apresentadores convidados e produziu sozinho novos episódios, cinco dias por semana; O próprio Leno também foi um apresentador convidado principal de Carson para os últimos cinco anos de Carson no programa, fazendo que Leno ganhasse mais episódios creditados a seu nome.
Desconsiderando sua breve exibição como um programa de notícias em 1957, Conan O'Brien foi o apresentador que menos tempo ficou no programa.  O'Brien apresentou 146 episódios ao longo de menos de oito meses. O atual apresentador Jimmy Fallon assumiu o comando em 17 de fevereiro de 2014.  Fallon apresentou anteriormente o Late Night, e antes do Late Night ele era um membro populares do elenco de Saturday Night Live.

## Histórico de apresentadores
Entre 1950 e 1951, a NBC exibiu o Broadway Open House, um programa de variedades noturno que foi apresentado primeiramente pelo cômico Jerry Lester.  Broadway… demonstrou um potencial para uma programação noturna em rede. O formato do The Tonight Show pode ser atribuída a um programa noturno local com duração de 40 minustos em Nova Iorque, apresentador por Allen e originalmente chamado de The Knickerbocker Beer Show (em nome do patrocinador). Ele foi rapidamente renomeado como The Steve Allen Show. Este programa estreou em 1953 na WNBT-TV, (hoje transmitindo como WNBC-TV), a emissora afiliada local na cidade de Nova Iorque. A partir de setembro 1954, o programa foi renomeado como Tonight! e começou sua exibição histórica na rede completa da NBC.
| Apresentador               | Data de início          | Data de término        | Episódios |
| -------------------------- | ----------------------- | ---------------------- | --------- |
| Steve Allen                | 27 de setembro de 1954  | 25 de janeiro de 1957  | 2,000     |
| Ernie Kovacs               | 1 de outubro de 1956    | 22 de janeiro de 1957  | 2,000     |
| Jack Lescoulie             | 28 de janeiro de 1957   | 21 de junho de 1957    | 2,000     |
| Al "Jazzbo" Collins        | 21 de junho 1957        | 26 de julho de 1957    | 2,000     |
| Jack Paar                  | 29 de julho de 1957     | 30 de março de 1962    | 2,000     |
| Vários apresentadores      | 2 de abril de 1962      | 28 de setembro de 1962 | 2,000     |
| Johnny Carson              | 1 de outubro de 1962    | 22 de maio de 1992     | 4.531     |
| Jay Leno (primeira edição) | 25 de maio de 1992      | 29 de maio de 2009     | 3.775     |
| Conan O'Brien              | 1 de junho de 2009      | 22 de janeiro de 2010  | 146       |
| Jay Leno (segunda edição)  | 1 de março de 2010      | 6 de fevereiro de 2014 | 835       |
| Jimmy Fallon               | 17 de fevereiro de 2014 | presente               | 1,046     |

1. ↑  Inclui episódios apresentados por todos os apresentadores antes de Johnny Carson.
2. ↑  Apresentadores convidados entre o fim do mandato de Jack Paar e o início de Carson incluído: Art Linkletter (4 semanas), Merv Griffin (4 semanas), Hugh Downs (2 semanas), Joey Bishop (2 semanas), Bob Cummings, Jack Carter, Jan Murray, Peter Lind Hayes, Soupy Sales, Mort Sahl, Steve Lawrence, Jerry Lewis, Jimmy Dean, Arlene Francis, Jack E. Leonard, Groucho Marx, Hal March and Donald O'Connor.
3. ↑  Não inclui os apresentadores convidados ou os episódios de Weekend Tonight Show/Best of Carson